# 헤르모폴리스 백반
헤르모폴리스 백반(Hermopolis Facula)은 목성의 위성인 가니메데에 존재하는 흰 반점 모양의 지형이다. 길이는 260km이다.